# Hirvijärvi (sjö i Finland, Norra Savolax, lat 63,78, long 27,43)
Hirvijärvi är en sjö i Finland. Den ligger i kommunen Sonkajärvi i landskapet Norra Savolax, i den centrala delen av landet, 400 km norr om huvudstaden Helsingfors. Hirvijärvi ligger 111 meter över havet. Den är 11,7 meter djup. Arean är 23,7 hektar och strandlinjen är 2,57 kilometer lång. Sjön  ingår i Vuoksens huvudavrinningsområde.   I omgivningarna runt Hirvijärvi växer i huvudsak blandskog.